# 諸戸精太
諸戸 精太（もろと せいた、1885年（明治18年）10月11日 - 1931年（昭和6年）10月2日）は、日本の地主、三重県多額納税者、資産家、実業家。諸戸タオル代表社員。族籍は三重県平民。氏は諸戸氏、家名は諸戸家。

## 経歴
三重県桑名郡桑名町（現桑名市）生まれ。三重県の富豪初代諸戸清六の次男。二代目諸戸清六の兄。1907年、分家して一家を創立する。農業、林業、養魚業を営む。傍ら諸戸精太商会を主宰し、高級タオルの製織を為し、業礎を築く。
諸戸殖産合名会社、合名会社諸戸精太商会、諸戸タオル合名会社各代表社員、保証責任西諸戸家信用購買販売利用組合理事長、桑名商工会長、桑名郡動力組合長、桑名郡水産会長などをつとめる。昭和6年10月2日、熱海にて敗血症により死亡。

## 人物
趣味は茶の湯。貴族院多額納税者議員選挙の互選資格を有する。三重県在籍で、住所は三重県桑名郡桑名町太一丸。

## 栄典
- 1925年4月16日 - 紺綬褒章[11]
  - 1918年、米価騰貴の際に救済のため金1万5千円を1921年6月、東京府豊多摩郡渋谷町道路敷地として土地1畝21歩余を寄付する[11]。
- 1927年6月14日 - 紺綬褒章[11]
  - 1923年9月、関東大震災火災救援費として4分利国庫債券額面金3万円を寄付する[11]。

## 家族・親族
諸戸家
- 祖父・清九郎(1813 - 1860/1/27)
- 祖母・みか(1814 - 1886/3/3)

父母
- 父・初代諸戸清六(1846/2/21 - 1906/11/12)
- 母・もと(基子　三重県人、後藤覚左衛門の三女、1852 - 1890/7/30) [12]
- 継母・志賀（志賀子　岐阜県人、国島徳三郎の姉、1860/9/22 - 1944/7/24）

兄弟
- 長姉・たい (鯛子、多以子　1872 - 1897/1/23)- 諸戸三郎 - 諸戸脩三（アイシンAW会長）、諸戸靖史（八戸工業大学教授）
- 次姉・つね（恒子、常子　1874/11/22 - 1949/12/19、愛知県人、糟谷縫右衛門の弟糟谷貞吉の妻）
- 三姉・蝶子 (1878 - 1878/7/20、早世)
- 長兄 民一郎 (1881 - 1881/10/11、早世)
- 四姉・梅子 (1883 - 1887/5/9、早世)
- 長弟・七郎 (1887 - 1887/9/13、早世)
- 次弟・二代目清六（1888年 - 1969年、諸戸殖産社長）
- 妹・ひさ（久子　1889/7/23 - ?、愛知県人高橋彦次郎の次男高橋正彦の妻）
- 妹・とめ（留子　1890/7/30 - ?、三重人人木村誓太郎三男、木村敬義(木村平蔵の養子)の妻）

配偶者
- 妻・とき（1893年1月 - 1959/9/26、愛知県人、森栄七の妹）[5]
- 長男・精文（1912/2/6 - 1998/1/4、諸戸タオル社長）[9]
- 長男妻・綾子（1916/8/26 - 2001/7/16、山梨県知事・本間利雄長女）
  - 精文長女・治子（1939/5/25 - 、内外ゴム社長・岡崎藤雄妻）
    - 治子長女・真子（1965/2/26 - 、岡谷辰夫妻）
    - 治子二女・文子（1967/2/25 -）

  - 精文長男・精孝（1942/8/7 - 、諸戸林業代表取締役）
  - 精孝妻・美與子（1946/2/12 - 、服部時計店監査役・服部武三郎の三女）
    - 精孝長男・清光（1972/5/29 - ）
    - 精孝長女・公子（1975/3/14 - ）

  - 精文二女・和子（1945/11/7 - 東京衡機製造所社長・岡崎由雄（前述岡崎藤雄の弟）妻）
    - 和子長女・真由子（1971年4月 - 、伊澤平一次男・治平妻）
    - 和子二女・和香子（1972年12月 -）

  - 精文二男・精康（1949/1/20 - 、諸戸タオル代表取締役）
  - 精康前妻・真紀子（1949/1/27 - 1978/8/11、伊藤忠不動産常務・藤野弘の長女、死別。）
    - 精康長女・圭（1977/3/19 -）

  - 精康後妻・典子（1952/11/16 - 、前述藤野弘の二女）
  - 精康後妻・修子（阿部公照長女）

他親戚
- はとこ・北郎（1873年9月 - 1951年、砂防工学者・林学者・東京大学名誉教授）諸戸清三の長男、先代諸戸清吉の養子となる。家族に養母みつ、妻ちせ、長男、元一（1902年12月-？）、長女、敏子(1902年10月- ？)がいる。